# Guido Bellido
Guido Bellido Ugarte (Distrito de Livitaca, 7 de agosto de 1979) é um político peruano que atua como Presidente do Conselho de Ministros do Peru desde 29 de julho de 2021. Ele também é membro do Congresso, representando Cuzco.

## Biografia
Bellido Ugarte nasceu em uma família quíchua em Livitaca em 7 de agosto de 1979. Ele é bacharel em engenharia eletrônica e mestre em economia com especialização em gestão pública e desenvolvimento regional. Fez seus estudos superiores na Universidade Nacional Santo Antônio Abade de Cuzco.

## Carreira política
Até 2018, ele foi membro do partido Arriba Peru Adelante, onde atuou como representante legal, e posteriormente ingressou no partido Peru Livre, onde atuou como secretário-geral regional em Cuzco. Ele foi eleito para o Congresso do Peru nas eleições gerais de 2021 como membro do Peru Livre. Em maio de 2021, a Promotoria contra o Terrorismo abriu uma investigação contra Guido Bellido pelo suposto crime de "desculpas ao terrorismo", após uma entrevista onde ele falou sobre o Sendero Luminoso: "O país estava em um estado desastroso em 1980. Alguns peruanos seguiram o caminho errado. São peruanos ou não? Eles têm direitos. O que vocês têm contra os membros do Sendero Luminoso?" ele disse em uma entrevista com uma mídia online.
Ele foi nomeado primeiro-ministro pelo presidente Pedro Castillo em 29 de julho de 2021.